# Brașov Bartolomeu
Brașov Bartolomeu (rum: Gara Brașov Bartolomeu) – stacja kolejowa w Braszowie, w Okręgu Braszów, w Rumunii. Znajduje się na ważnej magistrali kolejowej nr 300 Bukareszt – Oradea.
Stacja bierze swoją nazwę od sąsiedniej dzielnicy, która z kolei została nazwana od kościoła św. Bartłomieja, najstarszego stałego kościoła w Braszowie, poświęconego jednemu z dwunastu apostołów. W innych językach nazywa się:
- węgierski: Bertalan/Brassó-Bertalan
- niemiecki: Bartholomä/(Kronstädter) Westbahnhof

## Historia
Historia stacji jest ściśle związana z zakładaniem i eksploatacją lokalnej kolei Braszów – Zărnești. Linia została zbudowana przez spółkę „Brassó-Háromszéki Helyi Érdekű Vasutak” (BHHÉV), założoną w 1890. Stacja została otwarta w dniu 6 czerwca 1891, a pierwszy oficjalny pociąg przejechał przez nią 13 czerwca 1891.
Od samego początku eksploatacja linii, a tym samym stacja, była prowadzona przez MÁV, Węgierskie Królewskie Koleje Państwowe. Od 1919 kontynuowały ją CFR, rumuńska państwowa spółka kolejowa, która znacjonalizowała linię w 1932.
Od 7 marca 1892 do 16 maja 1933 była to także stacja końcowa kolei podmiejskiej Brașov-Satulung, a od 27 września 1908 znajduje się na linii Braszów-Făgăraș-Sibiu.
W pierwszych latach stacja miała tylko trzy, cztery tory, mały magazyn z rampą i małą lokomotywownię, zaopatrzoną w wodę i obrotnicę. W głównym budynku znajdował się hall, poczekalnia pierwszej i drugiej klasy, kasy biletowe i dwa pokoje biurowe dla personelu. W 1908 roku został rozbudowany o jedno skrzydło, w którym mieściła się poczekalnia dla trzeciej klasy. Toalety znajdowały się na zewnątrz. Personel składał się z kapitana stacji, kierownika stacji i dwóch przełączników.
W latach 1964–1966 wzniesiono nowy, większy budynek stacji na południowy zachód od starego, a liczba torów wzrosła do 10 w latach 1972–1973.
Od 2005 prywatna spółka kolejowa Regiotrans uzyskała wyłączność na linii kolejowej Brașov-Zărnești.

## Linie kolejowe
- Linia Bukareszt – Oradea
- Linia Braszów – Zărnești